# ستوئوچی، اوکایاما
ستوئوچی در استان اوکایاما در کشور ژاپن واقع شده‌است  که دارای جمعیت ۳۸٬۶۴۵ نفر و مساحت ۱۲۵٫۵۳ کیلومتر مربع با تراکم جمعیت ۳۰۸  نفر در کیلومترمربع است و در تاریخ ۱ نوامبر ۲۰۰۴ به عنوان شهر شناخته شد.